# 休斯角
73°30′S 94°16′W / 73.500°S 94.267°W
休斯角（英語：Hughes Point）是南極洲的海岬，位於埃爾斯沃思地的瓊斯山，處於埃克薩姆冰川終點西面，由明尼蘇達大學繪入地圖，現時由南極條約體系管理。